# Matewan (filme)
Matewan (bra: Matewan - A Luta Final; prt: Matewan, ou O Massacre de Matewan)é um filme norte-americano de 1987, do gênero drama, dirigido por John Sayles e estrelado por Chris Cooper e James Earl Jones.

## Prêmios e indicações
| Prêmio     | Categoria         | Recipiente     | Situação |
| ---------- | ----------------- | -------------- | -------- |
| Oscar 1988 | Melhor fotografia | Haskell Wexler | Indicado |

## Elenco
| Ator/Atriz       | Personagem            |
| ---------------- | --------------------- |
| Chris Cooper     | Joe Kenehan           |
| James Earl Jones | 'Few Clothes' Johnson |
| Mary McDonnel    | Elma Radnor           |
| Will Oldham      | Danny Radnor          |
| David Strathairn | Sid Hatfield          |
| Ken Jenkins      | Sephus Purcell        |
| Kevin Tighe      | Hickey                |
| Gordon Clapp     | Tom Griggs            |
| Bob Gunton       | C. E. Lively          |
| Jace Alexander   | Hillard Elkins        |
| Joe Grifasi      | Fausto                |
| Nancy Mette      | Bridey Mae            |
| Jo Henderson     | Senhora Elkins        |
| Josh Mostel      | Cabell Testerman      |
| Gary McCleery    | Ludie                 |
| Maggie Renzi     | Rosaria               |

## Produção

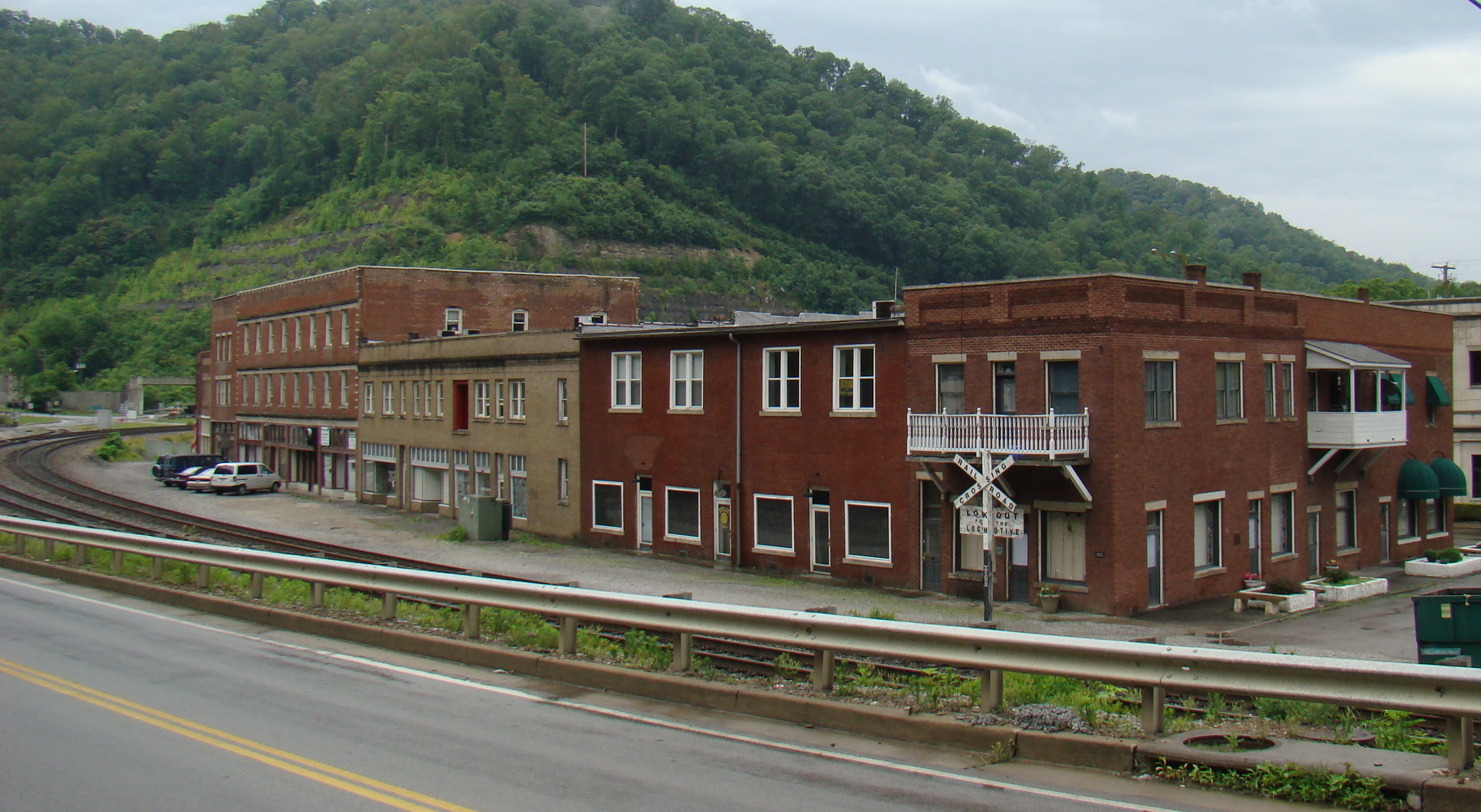
Matewan, Virgínia Ocidental, palco da Batalha de Matewan, durante greve dos trabalhadores de uma mina de carvão.

O filme retrata a greve, em 1920, dos mineradores do povoado de Matewan, Virgínia Ocidental. A situação culminou em um tiroteio com mortes entre os trabalhadores e uma agência de detetives, em 19 de maio daquele ano. O episódio ficou conhecido como A Batalha (ou O Massacre) de Matewan.[carece de fontes?]
O roteiro traça um paralelo entre o incidente de Matewan e a Guerra de Secessão, ocorrida cinco décadas antes. Também explicita o tratamento dado pelo Sul dos Estados Unidos a imigrantes e minorias em geral, naquela época.
John Sayles, além de dirigir e roteirizar, tem uma pequena participação como ator, no papel de um pregador. Também compôs a canção "Fire in the Hole", em parceria com Mason Daring.[carece de fontes?]
A esplêndida fotografia, do lendário Haskell Wexler, foi indicada ao Oscar.

## Sinopse
Matewan, Virgínia Ocidental, 1920. A empresa mineradora Stone Mountain Coal Company domina toda a cidade e a vida de seus empregados. Ela decide diminuir os salários e aumentar o preço dos alimentos. Mas quando traz imigrantes italianos e negros, Joe Kenehan, que tenta organizar um sindicato, une todos os trabalhadores da cidade em uma greve geral. À medida que a crise aumenta, grevistas e respectivas famílias são removidos de seus lares por dois mercenários, Hickey e Tom Griggs. Insultos e represálias levam a um tiroteio na rua principal de Matewan, com vários mortos e feridos.